# مهندس بهداشت حرفه‌ای
مهندسی بهداشت حرفه‌ای یا مهندسی بهداشت حرفه ای و ایمنی کار OHS یا HSE (به انگلیسی: Occupational Hygiene Engineering/ Occupational Health /Engineering / Occupational Hygiene and Safety Engineering / Industrial Hygiene Engineering ) فردی است که به کار مهندسی اندازه‌گیری، برنامه‌ریزی، طراحی، ساخت، حفظ و ایجاد زیرساخت‌ها، حفاظت از سلامت عمومی و محیط کار یا بهبود زیرساخت‌های کنونی می‌پردازد.
در واقع مهندس بهداشت حرفه‌ای ضمن شناسائی، ارزیابی و ارزشیابی مواجهه شغلی کارگران با عوامل زیان‌آور شغلی و ریسک‌های ایمنی به طراحی وسایل،سیستم‌ها و روش‌هایی برای حذف،جایگزینی و کنترل این عوامل می‌پردازد.

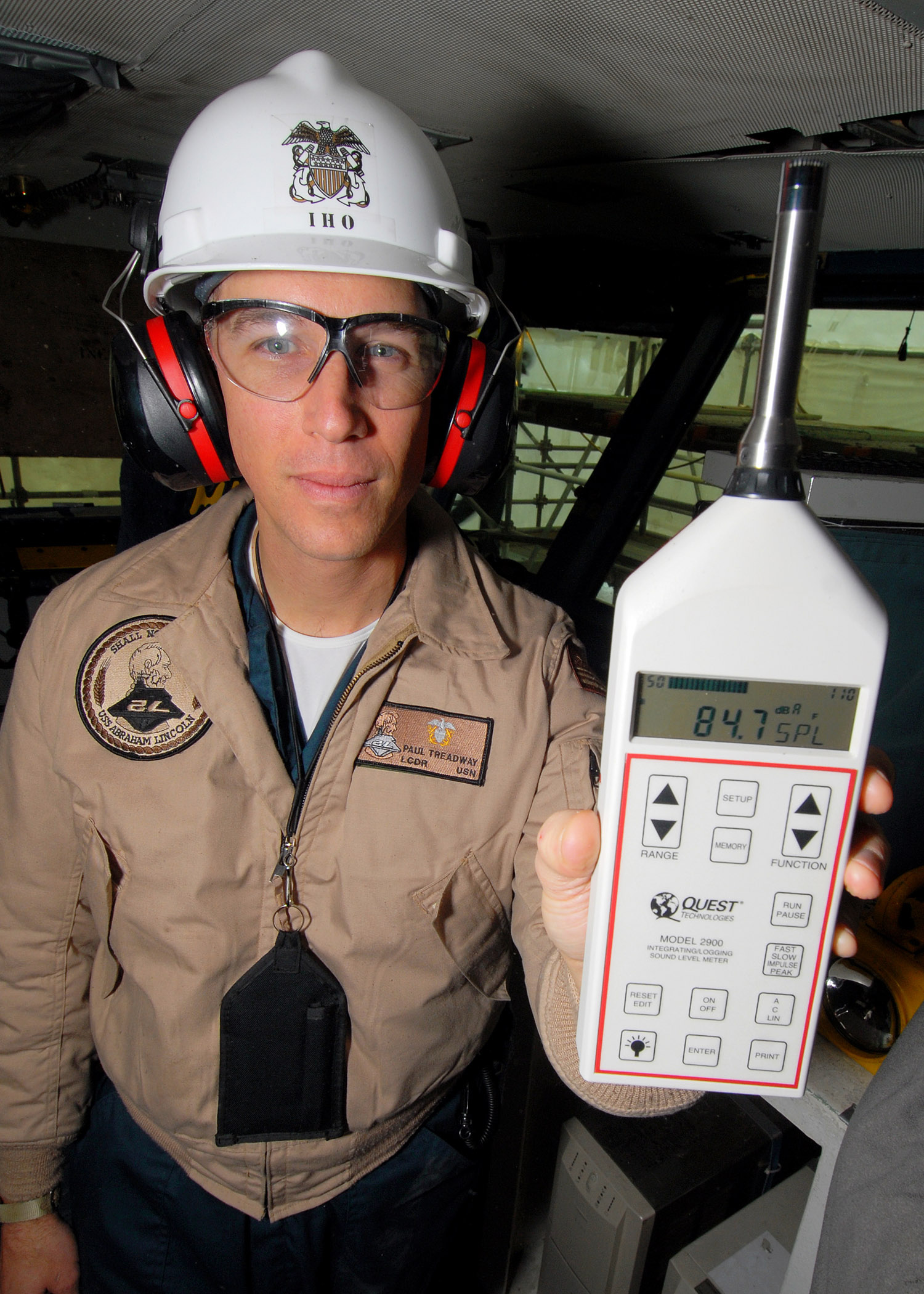
یک مهندس بهداشت حرفه‌ای در حال اندازه‌گیری عوامل زیان‌آور شغلی

## تخصص
مهندسان بهداشت حرفه‌ای در مقاطع تحصیلات تکمیلی معمولاً در تخصص‌های ویژه‌ای کار می‌کنند. از قبیل مهندسی ایمنی و ارزیابی ریسک، مهندسی آکوستیک ،مهندسی روشنایی، تهویه صنعتی و ... برخی از مهندسان بهداشت حرفه‌ای به‌طور ویژه برای نهادهای دولتی کار می‌کنند که به عنوان بازرس بهداشت حرفه‌ای یا بازرسان کار و یا کارشناسان یا مدیران  ایمنی و بهداشت حرفه ای صنایع  و وزارت خانه های مختلف شناخته می‌شوند.

### تعریف رشته مهندسی بهداشت حرفه ای و ایمنی کار
علم و فنی است که با پیش بینی شناسایی ارزیابی و کنترل عوامل مخاطره زای شغلی در جهت تأمين حفظ و ارتقاء بالاترين سطح سلامت جسمی روانی اجتماعی و معنوی کارکنان تمام مشاغل پیشگیری از مخاطرات ایمنی و سلامت کارکنان در محیط کار و مخاطرات ناشی از عوامل زیان آور محیط کار مشارکت در تطبیق کار با توانایی های جسمی و روانی آنان تلاش می کند (ILO _WHO)
.

## تاریخچه و سیر تکاملی مهندسی بهداشت حرفه ای و ایمنی کار در جهان و ایران
پیدایش دانش بهداشت حرفه ای و ایمنی کار به مثابه تخصصی ویژه و جدا از دیگر دانشها نسبتاً جدید است اما مفاهیم مطرح شده در آن از زمانهای کهن در خور توجه بوده است در دوران کهن انسان همواره در کنار ساخت ابزارها و اشتغال به حرف گوناگون متوجه اثرات سوء كار خود بر بدن بوده و سعی در محافظت خود در برابر صدمات و بیماریهای شغلی داشته است بستن دهان و بینی با دستمال برای محافظت تنفسی بستن سر با انواع سربند برای محافظت سر و چشم از آسیبها و نهادن پنبه ا آغشته به روغن در گوش برای محافظت شنوایی و بستن شال برای محافظت کمر از صدمات ناشی از برداشتن بار و بسیاری از موارد مشابه جزو آئینها و سنتهای مشاغل بوده است در ابتدا پزشکانی که با بیماران شغلی مواجه بودند به ارتباط میان عوامل بیماری زای شغلی و ماهیت شغل پی بردند و در سده پنجم تا بیستم میلادی دانشمندانیچون النبورگ، پاراسلسوس و آگری کولا چالزتاکر و رامازینی تلاشها و مکتوبات زیادی در خصوص نحوه پیشگیری از بیماریهای شغلی و مسمومیت ها را ارائه نمودند.
در سال ۱۹۱۸ خانم آلیس هامیلتون برای اولین بار رشته بهداشت صنعتی را در دانشگاه هاروارد تأسیس نمود. از سال ۱۹۶۰ این رشته با نام های مهندسی بهداشت صنعتی، مهندسی بهداشت و ایمنی شغلی، ایمنی شغلی در دانشگاههای جهان تأسیس گردیده است. در حال حاضر طبق بررسی اغلب دانشگاههای جهان این رشته را تحت عنوان بهداشت و ایمنی شغلی(مهندسی بهداشت حرفه‌ای و ایمنی کار) در دپارتمانهای مهندسی برگزار می کنند.
رشته بهداشت حرفه ای در ایران برای اولین بار در سال ۱۳۴۷ با نام پرستاری صنعتی تأسیس شد. نام این رشته در سال ۱۳۵۳ به بهداشت صنعتی تغییر یافته و در سال ۱۳۵۶ اولین دوره کارشناسی ارشد این رشته تحت نام بهداشت حرفه ای و حفاظت صنعتی در دانشکده بهداشت دانشگاه تهران تشکیل شد. 
این رشته در سال ۱۳۶۱ به رشته بهداشت حرفه ای تغییر نام پیدا نمود و در این سال اولین دوره در مقطع کاردانی در دانشگاه تهران شروع شد. در سالهای بعد دانشگاههای دیگر نیز در مقاطع تحصیلی مختلف دانشجو پذیرفته اند و بعد ها در نهایت به عنوان مهندسی بهداشت حرفه‌ای و مهندسی بهداشت حرفه‌ای و ایمنی کار  هم اکنون در ۴۰ دانشگاه علوم پزشکی سراسر کشور دانشجویان در مقاطع کاردانی کارشناسی کارشناسی ارشد و دکتری مشغول به تحصیل هستند.
علم مهندسی بهداشت حرفه ای و ایمنی کار میتواند در محافظت از جمعیت شاغلین کشور که بیش از ۲۱ میلیون نفر برآورد شده اند بسیار مؤثر باشد هدف این رشته از دانش بشری طبق تعریف کمیته مشترک سازمان جهانی بهداشت و سازمان بین المللی کار در سال ۱۹۵۰ ، تأمين و ارتقاء عالیترین سطح سلامت جسمی، روانی و اجتماعی برای کارگران همه مشاغل پیشگیری از بیماریها و حوادث ناشی از کار به کار گماری نیروی کار در محیط و شغلی که از لحاظ جسمی و روانی قدرت انجام آن را دارد تعریف شد. در تعاریف جدید این رشته را علم پیش بینی شناسایی ارزیابی و کنترل مخاطرات محیط کار به منظور تأمین حفظ و ارتقای سلامت و ایمنی شغلی بیان می نمایند.منبع: سرفصل دروس مصوب رشته مهندسی بهداشت حرفه‌ای و ایمنی کار 

## تحصیلات و صدور مجوز
در بیشتر کشورها یک مهندس بهداشت حرفه‌ای با مدرک کارشناسی مهندسی بهداشت حرفه‌ای یا مهندسی بهداشت حرفه ای و ایمنی کار فارغ‌التحصیل می‌شود که نیازمند پایه‌ای قوی در ریاضیات و دانش فیزیک ،شیمی و اشراف بر علوم پزشکی و بهداشت است. با این حال امکان ادامه تحصیل دانش آموختگان برای کسب مدرک کارشناسی ارشد، دکترا و فوق دکترا وجود دارد. در ایران رشته کارشناسی مهندسی بهداشت حرفه‌ای( در سال های اخیر با نام مهندسی بهداشت حرفه ای و ایمنی کار ) در دانشگاه‌های وزارت بهداشت،درمان و آموزش پزشکی وجود دارد(وزارت علوم دانشگاه تربیت مدرس دوره های ارشد و دکتری این رشته را نیز دارد) و فارغ التحصیلان طبق قانون کار می‌بایست برای فعالیت در صنایع به تناسب نوع فعالیت به عنوان مسئول بهداشت حرفه ای یا مسئول ایمنی از مرکز بهداشت شهرستان یا اداره کار تاییدیه اخذ نمایند.